# Dòng máy bay Aero Commander 500
Dòng máy bay Aero Commander 500 là một seri các máy bay động cơ piston và turboprop hạng nhẹ, do Aero Design and Engineering Company chế tạo cuối thập niên 1940, sau đó công ty này đổi tên thành Aero Commander năm 1950, và là một chi nhánh của Rockwell International từ năm 1965. Phiên bản sản xuất ban đầu là Aero Commander 520. Các phiên bản động cơ piston được sản xuất sau năm 1967 được biết đến với cái tên Shrike Commander.

## Biến thể

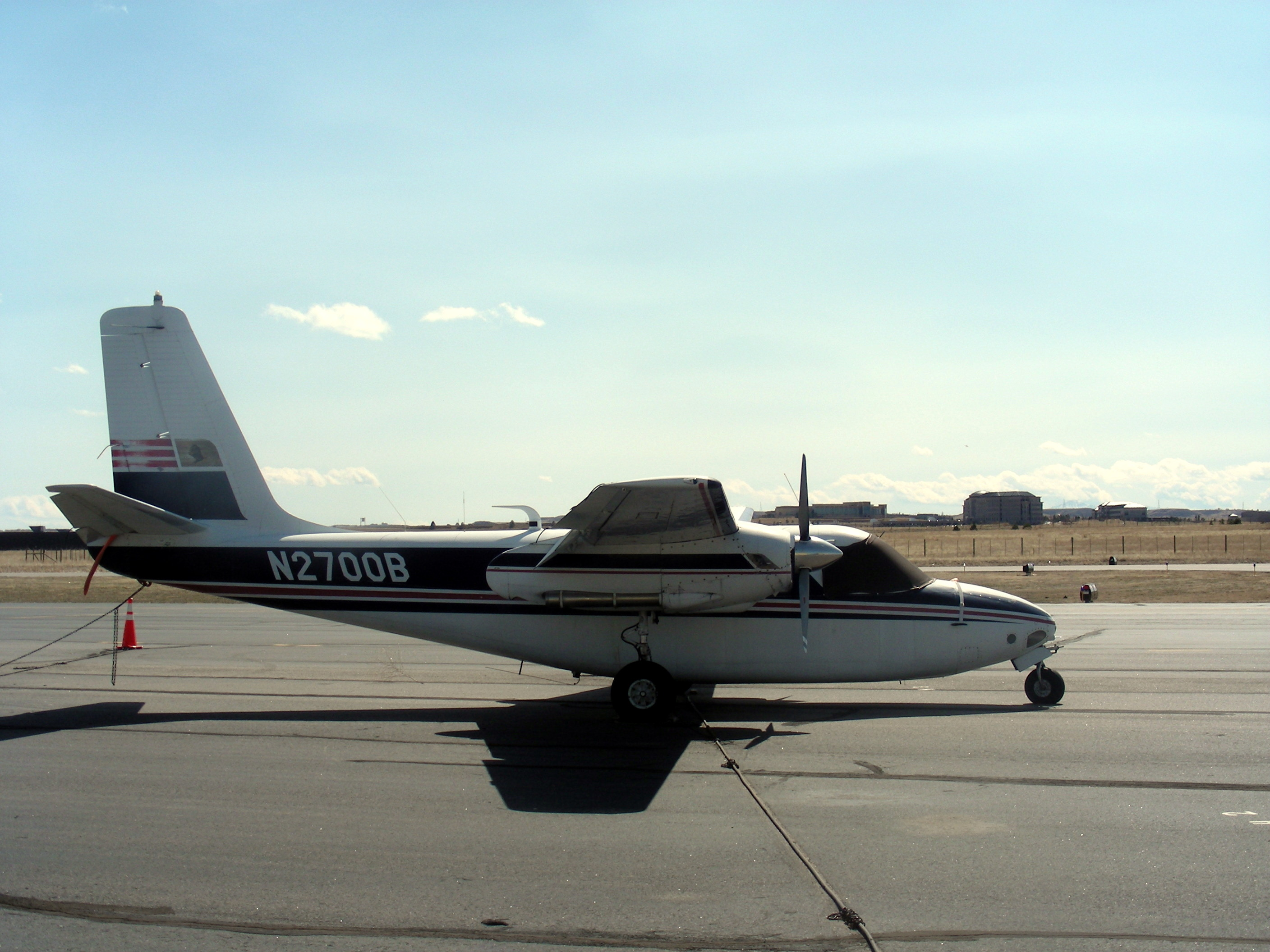
Aero Commander 560 tại sân bay Centennial

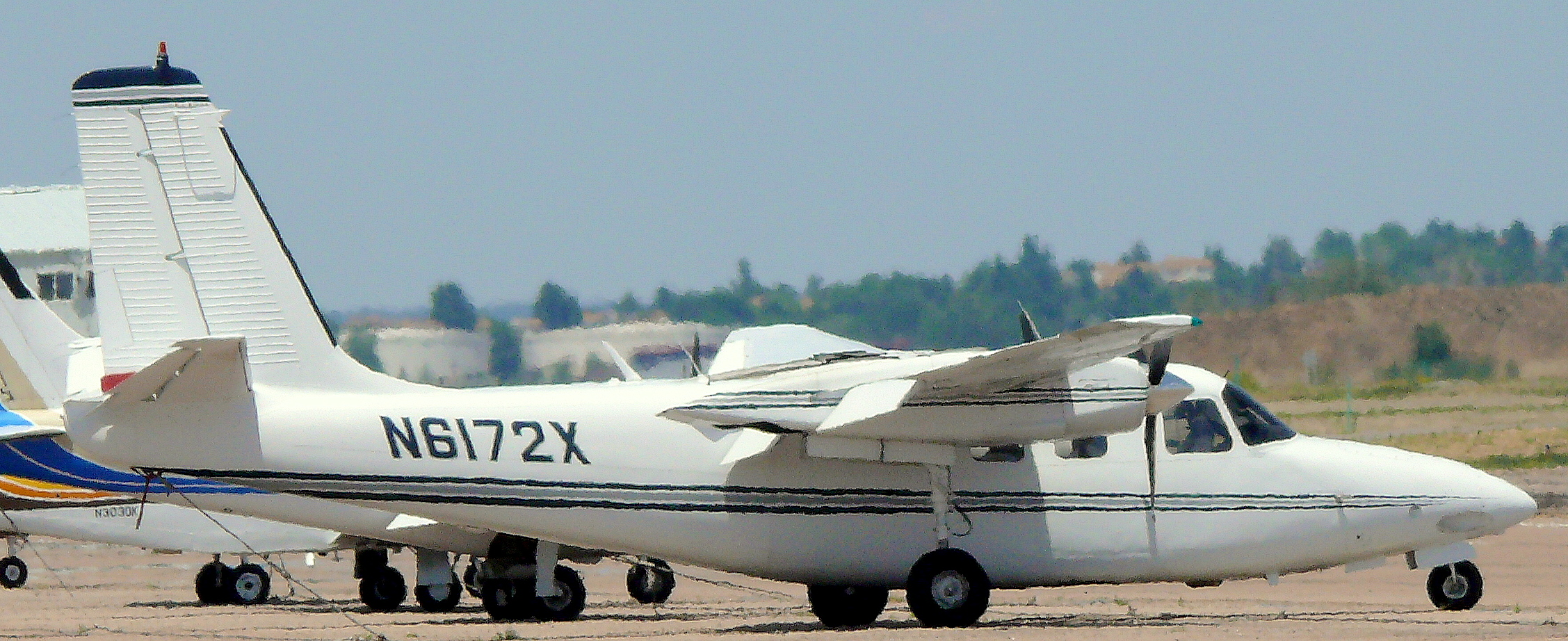
Aero Commander 500-B tại sân bay Colorado Springs

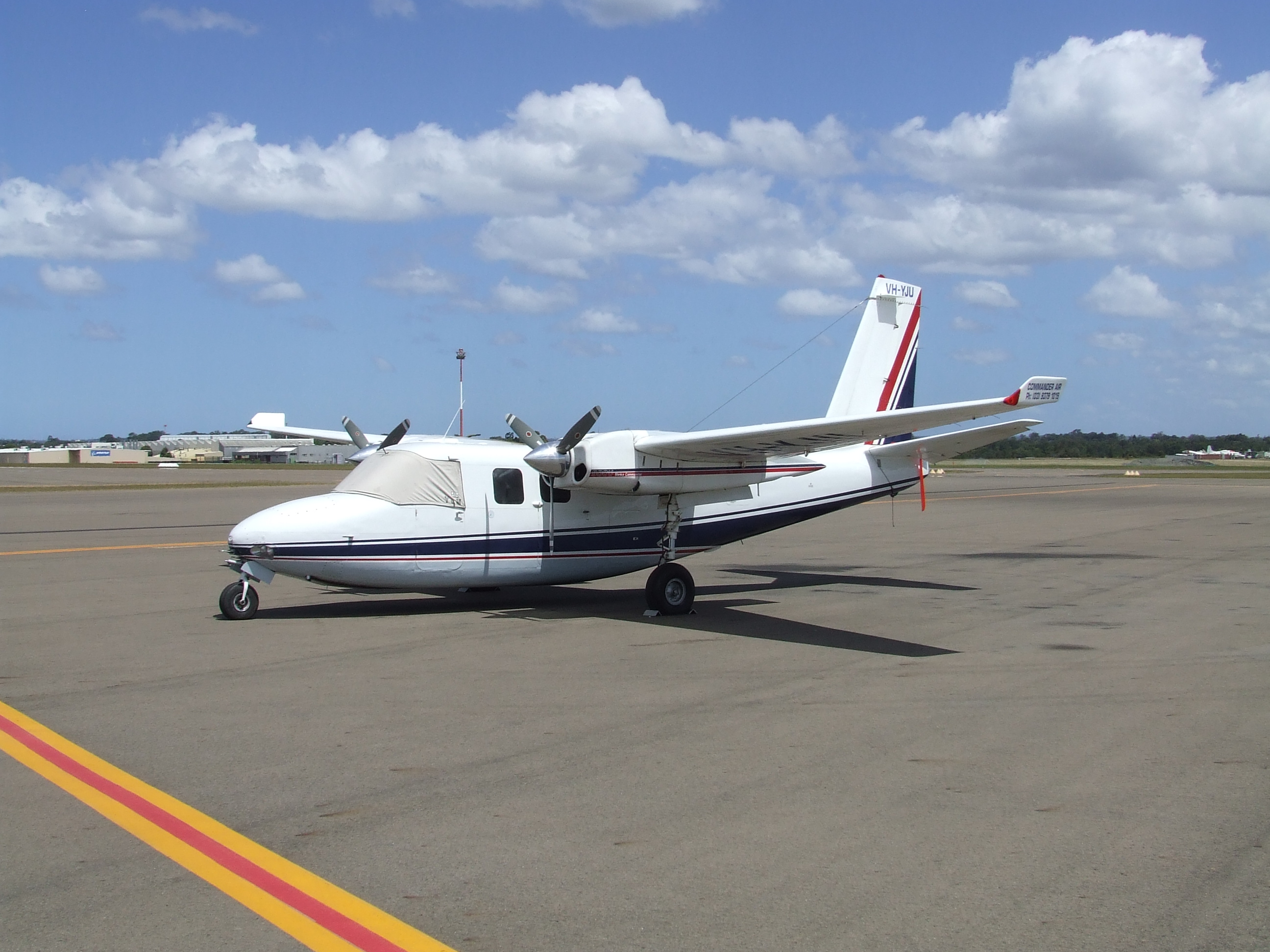
Aero Commander 500U Shrike Commander

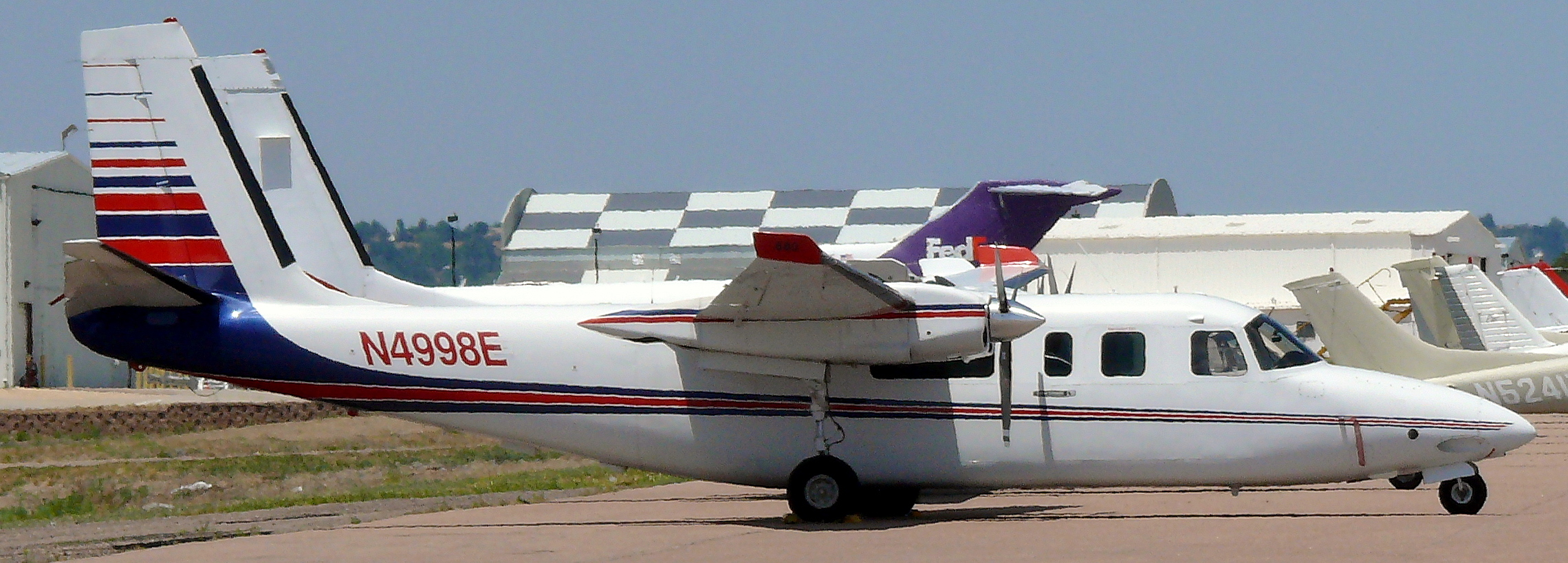
Aero Commander 680FL tại sân bay Colorado Springs

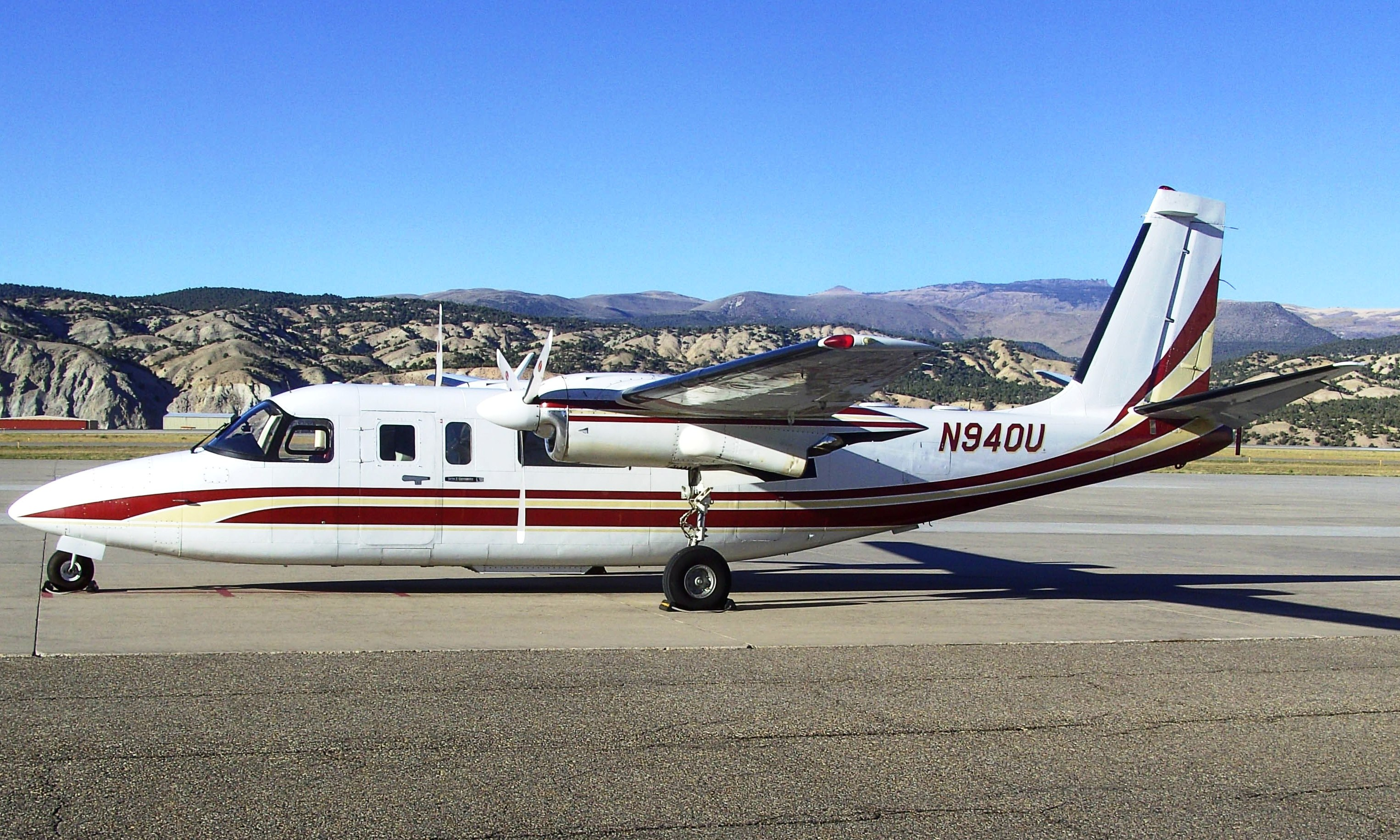
Aero Commander 680W

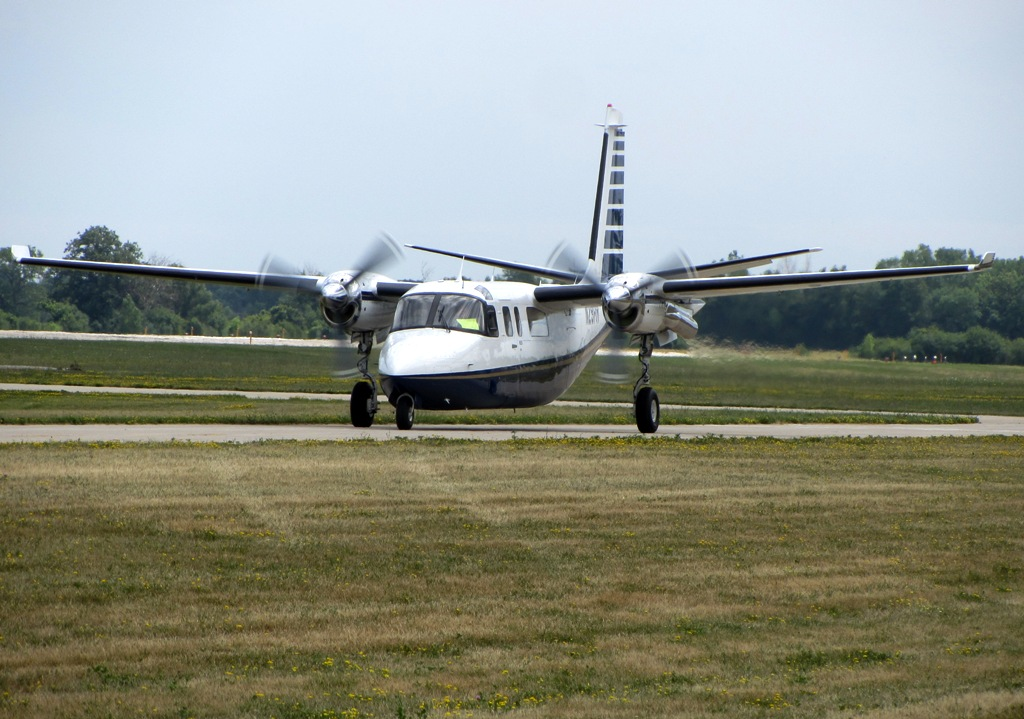
Aero Commander 681 kiểu 1969

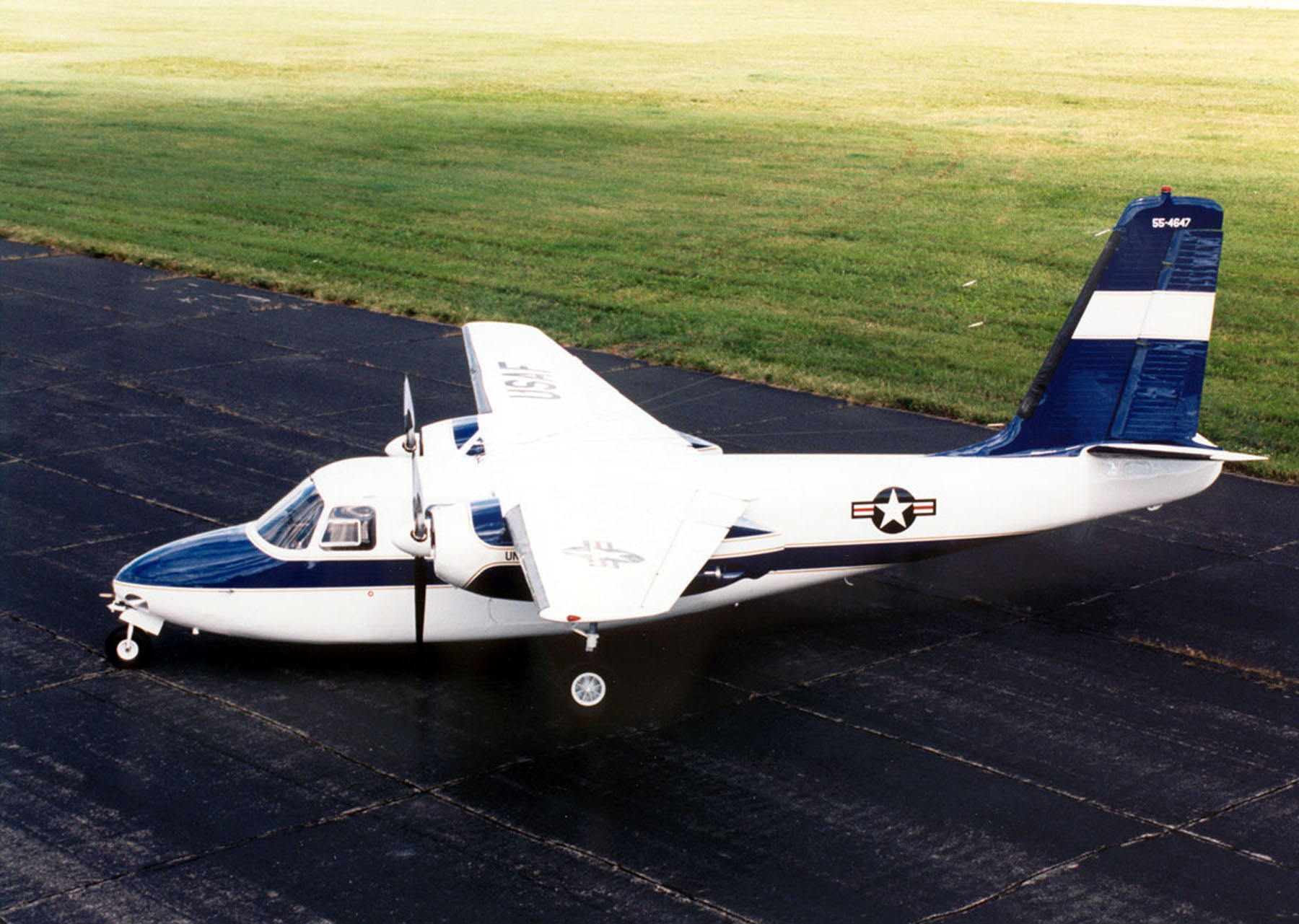
U-4B

Aero Commander L.3805
Aero Commander 520
Aero Commander 560
Aero Commander 560A
Aero Commander 560E
Aero Commander 560F
Aero Commander 360
Aero Commander 500
Aero Commander 500A
Aero Commander 500B
Aero Commander 500U/Shrike Commander
Aero Commander 680 Super
Aero Commander 680E
Aero Commander 680F
Aero Commander 680FP
Aero Commander 680FL Grand Commander
Aero Commander 680FL/P Grand Commander
Aero Commander 680T Turbo Commander
Aero Commander 680V Turbo Commander
Aero Commander 680W Turbo II Commander
Rockwell 681 Hawk Commander
Rockwell 681B Turbo Commander
Rockwell 685 Commander
Commander 690
Commander 690A
Commander 690B
690C Jetprop840
690D Jetprop900
695 Jetprop 980
695A Jetprop 1000
695B Jetprop 1000B
Aero Commander 720 AltiCruiser
YL-26 → YU-9A
YL-26A
L-26B → U-4A
L-26B → U-9B
L-26C → U-4B
L-26C → U-9C
RL-26D → RU-9D
NL-26D → NU-9D

## Quốc gia sử dụng

### Quân sự
Argentina
- Không quân Argentina - 1 x 500B, 27 x 500U và 1 x 680 [4]
- Không quân Lục quân Argentina - 680V, 690A [5]

 Bỉ
- Không quân Bỉ - 1 x 560F

 Bénin
- Benin Air Force - 1 x 500B[6]

 Colombia
- Fuerza Aerea Colombiana (690D, 695A)
- Ejercito Nacional de Colombia (695)

 Hy Lạp
- Không quân Lục quân Hy Lạp - 2 x 680FL[7]

 Honduras
- Không quân Honduran

 Indonesia
- Không quân Lục quân Indonesia - 2 x 680FL[8]

 Iran
- Không quân Cách mạng Hồi giáo Iran - 3 x 681B[9]
- Không quân Lục quân Cách mạng Hồi giáo Iran - 3 x 690, 2 x 690A[10]
- Không quân Hải quân Cách mạng Hồi giáo Iran - 2 x 500S, 2 x 690, 6 x 690A[11]

 Bờ Biển Ngà
- Không quân Bờ Biển Ngà - 1 x 500B[12]

 Kenya
- Không quân Kenya - 1 x 680FP[13]

 Hàn Quốc
- Không quân Hàn Quốc - 3 x 520, 2 x 560F[14]

 México
- Không quân Mexicol - 20 x 500S[15]

 Niger
- Không quân Niger - 1 x 500B[16]

 Pakistan
- Không quân Pakistan- 1 x 680E, 1 x 680F[17]
- Không quân Lục quân Pakistan - 1 x 690B[18]

 Perú
- Fuerza Aerea del Peru (690B)

 Philippines
- Không quân Philippine - 1 x 690 [19]

 Hoa Kỳ
- Không quân Hoa Kỳ: L-26 và U-4[20]
- Lục quân Hoa Kỳ: L-26 và U-9[20]

 Cộng hòa Dominica
- Không quân Dominica - 1 x 680T Turbo Commander

## Tính năng kỹ chiến thuật (Rockwell Aero Commander 500S)
Dữ liệu lấy từ Jane's All The World's Aircraft 1976–77
Đặc điểm tổng quát
- Kíp lái: 2
- Sức chứa: 4 hành khách
- Chiều dài: 36 ft 9¾ in (11,22 m)
- Sải cánh: 49 ft 0½ in (14,95 m)
- Chiều cao: 14 ft 6 in (4,42 m)
- Diện tích cánh: 255 ft² (23,69 m²)
- Kết cấu dạng cánh: NACA 23012 modified
- Tỉ số mặt cắt: 9,45:1
- Trọng lượng rỗng: 4.635 lb (2.102 kg)
- Trọng lượng cất cánh tối đa: 6.750 lb (3.062 kg)
- Động cơ: 2 × Lycoming IO-540-E1B5, 290 hp (216 kW)  mỗi chiếc

 Hiệu suất bay 
- Vận tốc cực đại: 215 mph (187 knot, 346 km/h)
- Vận tốc hành trình: 203 mph (176 knot, 326 km/h) trên độ cao 9.000 ft (2.750 m), 75% công suất, TAS
- Vận tốc tắt ngưỡng: 68 mph (59 knot, 109 km/h)
- Vận tốc có thể điều khiển nhỏ nhất: 75 mph (65,5 knot, 121 km/h)
- Tầm bay: 1.078 dặm (936 hải lý, 1.735 km)
- Trần bay: 19.400 ft (5.913 m)
- Vận tốc lên cao: 1.340 ft/phút (6,8 m/s)